# افرای تاکی
افرای تاکی(نام علمی: Acer circinatum) نام یک گونه از سرده افرا است.